# Роман Даласин
Роман Даласин (на гръцки: Ρωμανός Δαλασσηνός) е византийски аристократ от края на X и първата половина на XI век, член на аристократичната фамилия Даласини, който е служил като катепан на Иверия.
Роман е син на антиохийския дука Дамян Даласин († 998 г.) – първия представител на Даласините, засвидетелстван в историческите извори. Известни са още двама негови братя – Константин и Теофилакт Даласини.
Данните за живота и военно-политическата кариера на Роман Даласин са изключително оскъдни. Информация за тях се черпи главно от хрониката на Йоан Скилица, както и от запазени печати и един надпис от портите на Теодосиополис. От тях става ясно, че Роман е бил протоспатарий и е изпълнявал длъжността катепан на областта Иверия. Никохайос Адонц изчислява, че Роман Даласин е заемал тази длъжност в периода 1023 – 1026 г., докато Вернер Зибт поставя това време в периода 1031 – 1034 г.
През 1039 г. Роман и цялото семейство Даласини са заточени от император Михаил IV Пафлагон.